# Павло Таганрозький
Павло Таганрозький або Павло Павлович Стожков (8 (21) листопада 1792, Чернігівська губернія — 20 березня 1879, Таганрог) — православний святий, канонізований Російською православною церквою.

## Життєпис
Народився в шляхетській сім'ї на Чернігівщині. При хрещенні було дано йому ім'я Павло, на честь святого Павла Сповідника. Після досягнення двадцяти п'яти років він отримав від батька спадщину — земельні угіддя і близько трьохсот душ кріпаків. Звільнивши селян, він мандрував близько десяти років, й оселився в Таганрозі.
У Таганрозі Павло веде простий спосіб життя і забуває своє шляхетне походження. Він став приймати до себе як послушників людей похилого віку і юнаків, вдів і дівиць і тримав їх дуже суворо, привчаючи до посту і молитви, щодня ходив до церкви і вистоював там всі церковні служби. Найвища насолода його полягала в молитві: кожен день і кожну ніч в його келії читали акафісти Спасителю і Божій Матері. Особливо любив старець акафіст до Казанської Божої Матері.
У Таганрозі Павло жив на різних квартирах. Деякий час мешкав він на Касперівці, потім у фортеці, а потім близько 20 років жив на банному узвозі. Останній період свого життя він провів у квартирі на Депальдовському провулку. Там і помер в березні 1879 року.
20 червня 1999 в Таганрозі було канонізовано блаженного Павла Таганрозького та його чудотворні мощі перенесені з невеликої каплиці на старому міському кладовищі у Свято-Нікольський храм.